# Gurktaler Alpen

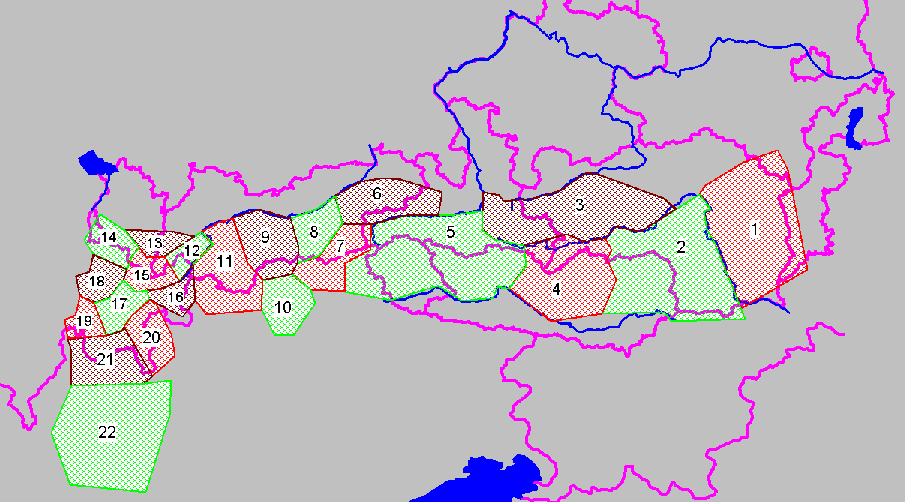
Gurktaler Alpen (4) als deel van de Centrale Alpen

De Gurktaler Alpen of Nockberge vormen een bergmassief in de Centrale Alpen in Oostenrijk tussen de deelstaten Karinthië, Stiermarken en Salzburg. Zij worden begrensd door de rivier de Mur in het noorden, Olsa, Metnitz, Gurk en het Zollfeld in het oosten, Klagenfurt, Wörthersee en Drau in het zuiden en Lieser in het westen. De grens met de Norische Alpen wordt gevormd door de Neumarkter en Perchauer Sattel en met de Hochalmgruppe (Hohe Tauern) door de Katschberg.
Over het algemeen wordt vaak alleen het deel ten noorden van de Ossiacher See, Feldkirchen en Glan als de Gurktaler Alpen gezien, omdat het zuidelijke deel opvallend lager is.
De hoogste berg is de Eisenhut (2441 m Seehöhe).
De naam Gurktaler Alpen verwijst naar de Gurk, een rivier die in het massief ontspringt. De naam Nockberge verwijst naar de ronde vorm van de bergen (zoals Nocken).
In het westen van het massief ligt het Nationalpark Nockberge. Skipistes zijn er in Bad Kleinkirchheim, in Reichenau op de Turracher Höhe en de Falkert, op de Simonhöhe en in Glödnitz op de Flattnitz.
Hier en daar zijn sporen van mijnbouw uit vroegere eeuwen te herkennen, vooral van het delven naar ijzer en zilver. Nog steeds wordt in Radenthein magnesiet gewonnen.